# Betty Ferm
Pour les articles homonymes, voir Ferm.
Betty Ferm, née le 4 décembre 1926, est une romancière américaine, auteure de roman policier et de roman d'amour.

## Biographie
Épouse d'un médecin, elle fonde une agence de consultation pour aider les écrivains à vendre leurs manuscrits à des éditeurs. Elle travaille ensuite dans le milieu de l'édition pour la firme PMA Literary & Film Management, Inc. Elle enseigne également l'écriture au Marymount Manhattan College.
Sa carrière littéraire s'amorce en 1967 avec un roman sentimental qui se déroule dans le milieu de la mode. Dans les années 1970, elle se lance dans le roman policier avec quatre titres écrits en seulement deux ans, puis elle signe des récits psychologiques et des romans d'amour. 
Avec son mari, elle signe en 1984 un essai sur les médicaments génériques, How to Save Dollars with Generic Drugs: A Consumer's Guide to High-Quality, Low-Priced Medicines, qui devient un best-seller.

## Œuvre

### Romans
- Flair for Fashion (1967)
- Reach for Glory (1977)
- Der Traum Vom Gluck (1977)
- Fever Pitch (1980)
- A Doctor's Secret (1992)

### Romans policiers
- The Vengeance of Valdone (1973)
- Eventide (1974)
- False Idols (1974)
- Edge of Beauty (1974) Publié en français sous le titre Le Coupe-papier de Tolède, traduit par Florian Robinet, Paris, Librairie des Champs-Élysées, Le Masque no 1468, 1977 ; réédition, Paris, Librairie des Champs-Élysées, Club des Masques no 540, 1985

### Essai
- How to Save Dollars with Generic Drugs: A Consumer's Guide to High-Quality, Low-Priced Medicines (1984)

## Sources
- Jacques Baudou et Jean-Jacques Schleret, Le Vrai Visage du Masque, vol. 1, Paris, Futuropolis, 1984, 476 p. (OCLC 311506692), p. 191.